# Hipposideros

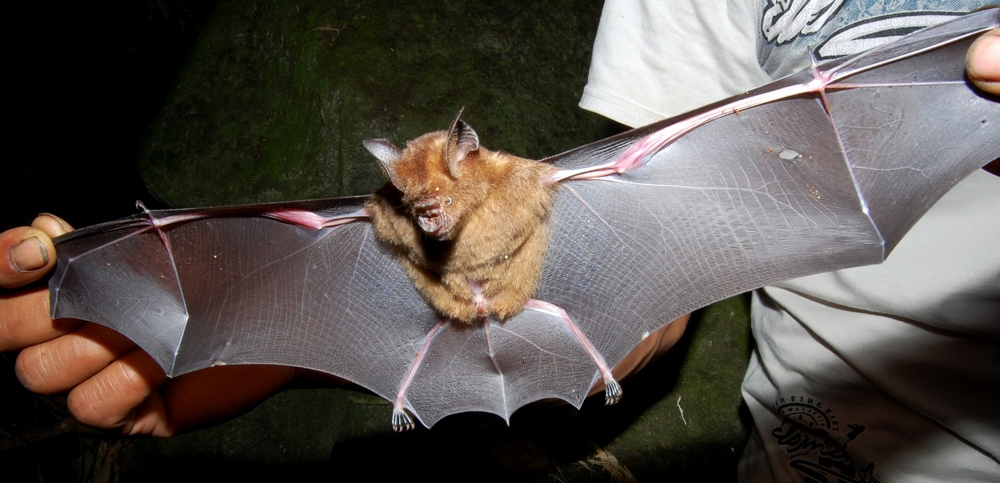
Hipposideros larvatus

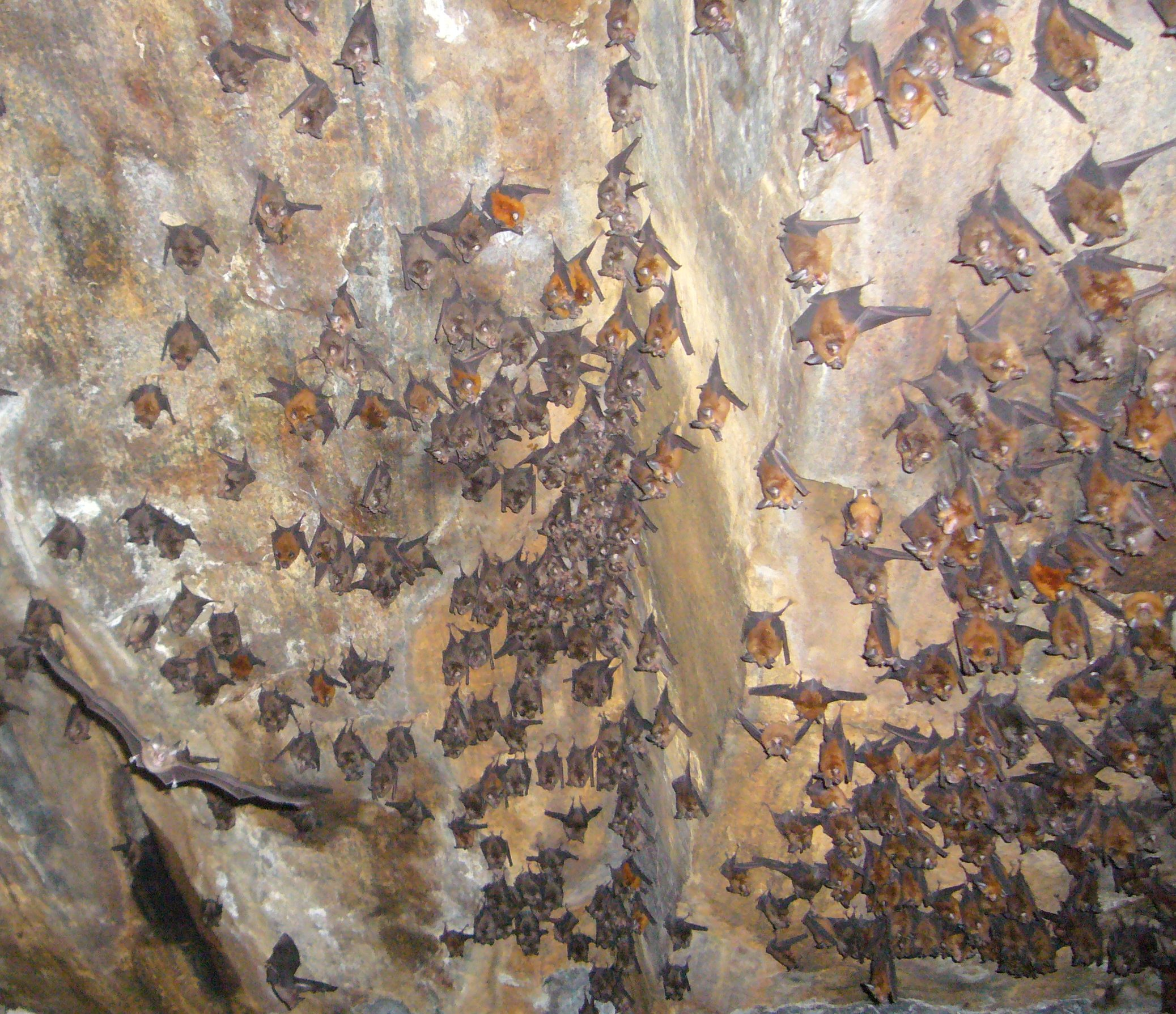
Hipposideros lankadiva

Hipposideros is een geslacht uit de familie der bladneusvleermuizen van de Oude Wereld (Hipposideridae).

## Naamgeving
De naam Hipposideros betekent "hoefijzer"; het is samengesteld uit de Griekse woorden hippos (ἳππος, "paard") en sideros (σίδηρος, "ijzer"). De vorm van het ingewikkelde neusblad doet bij veel van de soorten namelijk aan een hoefijzer denken.

## Verspreiding
Soorten van het geslacht komen voor in Afrika, Zuid-Azië, Zuidoost-Azië, Australië en Melanesië.

## Soorten
Het is een van de meest diverse geslachten van vleermuizen en telt meer dan 70 soorten. Het precieze aantal is echter onstabiel. De volgende soorten behoren tot het geslacht Hipposideros:
- Hipposideros abae
- Hipposideros alongensis
- Hipposideros antricola
- Hipposideros armiger
- Hipposideros ater
- Hipposideros beatus
- Hipposideros bicolor
- Hipposideros boeadii
- Hipposideros brachyotus
- Hipposideros breviceps
- Hipposideros caffer – Gewone rondbladneus
- Hipposideros calcaratus
- Hipposideros cervinus
- Hipposideros cineraceus
- Hipposideros coronatus
- Hipposideros corynophyllus
- Hipposideros coxi
- Hipposideros crumeniferus
- Hipposideros curtus
- Hipposideros demissus
- Hipposideros diadema
- Hipposideros dinops
- Hipposideros doriae
- Hipposideros durgadasi
- Hipposideros dyacorum
- Hipposideros edwardshilli
- Hipposideros einnaythu
- Hipposideros fuliginosus
- Hipposideros fulvus
- Hipposideros galeritus
- Hipposideros gentilis
- Hipposideros grandis
- Hipposideros griffini
- Hipposideros halophyllus
- Hipposideros hypophyllus
- Hipposideros inexpectatus
- Hipposideros inornatus
- Hipposideros jonesi – Jonesrondbladneus
- Hipposideros khaokhouayensis
- Hipposideros kingstonae
- Hipposideros kunzi
- Hipposideros lamottei
- Hipposideros lankadiva
- Hipposideros larvatus
- Hipposideros lekaguli
- Hipposideros lylei
- Hipposideros macrobullatus
- Hipposideros madurae
- Hipposideros maggietaylorae
- Hipposideros marisae
- Hipposideros megalotis
- Hipposideros muscinus
- Hipposideros nequam – Maleise rondbladvleermuis
- Hipposideros nicobarulae
- Hipposideros obscurus
- Hipposideros orbiculus
- Hipposideros papua
- Hipposideros pelingensis
- Hipposideros pendleburyi
- Hipposideros pomona
- Hipposideros poutensis
- Hipposideros pygmaeus
- Hipposideros ridleyi
- Hipposideros rotalis
- Hipposideros ruber
- Hipposideros scutinares
- Hipposideros semoni
- Hipposideros sorenseni
- Hipposideros speoris – Schneiders rondbladneus
- Hipposideros srilankaensis
- Hipposideros stenotis
- Hipposideros sumbae
- Hipposideros swinhoii
- Hipposideros tephrus
- Hipposideros turpis
- Hipposideros wollastoni